# Baskoiulus drescoi
Baskoiulus drescoi är en mångfotingart som först beskrevs av Jean-Paul Mauriès 1971.  Baskoiulus drescoi ingår i släktet Baskoiulus och familjen kejsardubbelfotingar. Inga underarter finns listade i Catalogue of Life.